# 天宮神社の十二段舞楽
天宮神社の十二段舞楽（あめのみやじんじゃのじゅうにだんぶがく）は、静岡県周智郡森町天宮に伝わる民俗芸能の舞楽。東海地方に伝承されている地方化された舞楽の一つで、4月の第1土曜日と日曜日に演じられる。
天宮神社の拝殿前にある高欄つきの舞楽殿が舞台となり、舞人は稚児4人、15歳前後の少年、大人11人で、囃子には大太鼓・鉦・鼓・笛が付く。曲目は「延舞」「色香」「庭胡蝶」「鳥名」「太平楽」「新靺鞨」「安摩」「二の舞」「陵王」「抜頭」「納曽利」「獅子」の12曲である。
1976年（昭和51年）12月25日記録作成等の措置を講ずべき無形の民俗文化財に選択され、1982年（昭和57年）1月14日には、山名神社天王祭舞楽および小国神社の舞楽とともに遠江森町の舞楽として重要無形民俗文化財に指定された。